# Concordat de Bologne
Ne doit pas être confondu avec Entrevue de Bologne.
Le concordat de Bologne est signé à Rome le 18 août 1516, lors du cinquième concile du Latran, entre le pape Léon X et le chancelier Antoine Duprat qui représentait le roi de France François Ier. Largement conçu par l'humaniste Jean de Pins, il est le fruit des discussions engagées à Bologne en décembre 1515 entre François Ier, auréolé du prestige de sa victoire de Marignan, et Léon X. Il régit les relations entre l'Église catholique romaine et le roi de France jusqu'en 1790. Il donne au roi de France un pouvoir sur l’Église dans son royaume dont ne disposait aucun autre souverain catholique.

## Forme
Conformément aux usages, le concordat est contenu dans une bulle pontificale : la Primitiva illa ecclesia du 18 août 1516.
Elle est lue au concile le 19 décembre 1516.
Elle est ratifiée par François Ier par lettres patentes du 13 mai 1517, enregistrée par le parlement de Paris par l'arrêt d'enregistrement du 22 mars 1518.

## Un compromis
Ce concordat est un compromis qui abroge la Pragmatique Sanction de Bourges et officialise par un traité la pratique de la présentation aux bénéfices ecclésiastiques inaugurée au XIVe siècle par Philippe le Bel. Le pape se trouvait ainsi dégagé des théories sur la supériorité du Concile général proclamées au concile de Bâle ; le roi de France avait à sa disposition les bénéfices majeurs, soit 150 évêchés et archevêchés auxquels s’ajoutent 500 abbayes ou prieurés.

## Le pouvoir duTrès Chrétiensur l'Église gallicane
Les élections sont en principe supprimées. En pratique, les principales étapes pour la nomination d'un évêque sont :
- le roi « nomme » dans les six mois un candidat aux bénéfices majeurs vacants ; celui-ci devra être un homme de plus de 27 ans, licencié ou docteur en théologie et en droit et de bonnes mœurs[3] ;
- le pape fait examiner la candidature ;
- il lui confère alors l'investiture canonique qui lui donne le pouvoir de juridiction sur les fidèles de son diocèse ;
- les nommés prêtent ensuite un serment de fidélité au roi de France qui leur donne leur charge : c'est l'investiture temporelle.

Le Parlement de Paris oppose au roi la tradition qui veut que chaque église puisse choisir son pasteur et, en 1518, rechigne à accepter le concordat que le roi doit faire enregistrer de force. Cependant, dans la pratique, les nouvelles dispositions ne changent pas les usages institués par la Pragmatique Sanction qui permettait, de fait, au roi de faire élire son candidat. La différence réside dans la reconnaissance par le Saint-Siège du droit de nomination royal et dans l'interdiction des élections. Enfin, dans le duché de Bretagne et le comté de Provence, qui n'étaient pas inclus dans le concordat, la situation canonique est précisée dans un indult du 30 octobre 1516.
Dans les maisons religieuses où l'élection était la règle :
- le roi doit nommer dans les six mois un candidat ;
- celui-ci doit avoir plus de 23 ans, être religieux profès du même ordre ;
- en fonction de ces conditions, il reçoit l'investiture du pape[5].

Certaines églises, abbayes ou prieurés conservent le droit d'élire leur pasteur en vertu d'un privilège accordé par le Saint-Siège. Les maisons féminines et les prieurés séculiers conservent ainsi le droit d'élection.
Cependant, Léon X, qui avait justifié la conclusion du concordat par sa volonté de mettre fin aux abus, leur rouvre la porte en accordant d'importantes dérogations. Pourront être nommés en contradiction avec les règles énoncées :
- les personnes de sang royal ;
- les personnes de haut rang (…personis sublimibus…).

Mais jusqu'à quel degré de parenté s'étend le sang royal ? Où commence le haut rang ? Ceci n'est pas précisé. Les bénéfices pourront être parfois accordés à ceux qui n'ont pas les dispositions requises, cumulés et utilisés pour faire bénéficier de la faveur royale ceux dont le roi veut s'attacher la fidélité.

## L'extension du concordat
Le droit de nomination concédé aux rois de France par la bulle du 18 août ne comprenait pas les bénéfices de Bretagne et de Provence. Il fut étendu à ces provinces par un indult du 3 octobre 1516. Il fut ultérieurement étendu aux territoires réunis au royaume. Par un bref du 11 décembre 1664, le pape Alexandre VII concéda à Louis XIV, à titre viager, la nomination aux évêchés de Metz, Toul et Verdun. Par un bref du 23 mars 1668, le pape Clément IX étendit le droit de nomination royale à tous les bénéfices consistoriaux situés dans ces diocèses. Par un bref du 9 avril 1668, Clément IX concéda à Louis XIV la nomination à l'évêché d'Elne — ultérieurement transféré à Perpignan — et aux autres bénéfices consistoriaux du Roussillon ainsi qu'à l'évêché d'Arras et aux autres bénéfices consistoriaux des territoires cédés à la France par le traité des Pyrénées. Par des indults du mois d'août 1668, Clément IX concéda à Louis XIV le droit de nomination aux bénéfices situés sur les territoires cédés à la France par le traité d'Aix-la-Chapelle. Le pape Innocent XI concéda à Louis XIV la nomination aux évêchés d'Ypres et de Saint-Omer et aux bénéfices consistoriaux de Bourgogne et des autres places des Flandres cédées à la France par le traité de Nimègue. Par un bref du 4 janvier 1695, le pape Innocent XII concéda à Louis XIV la nomination à l'archevêché de Cambrai. S'agissant de la nomination à l'archevêché de Besançon, le 29 juin 1698, les chanoines de Besançon renoncèrent à leur droit d'élection à l'archevêché et en cédèrent le droit de nomination au roi de France.

## La fin du concordat
Le concordat est abrogé par la constitution civile du clergé décrétée par l'Assemblée nationale constituante le 12 juillet 1790. Sanctionnée par Louis XVI le 24 août 1790, elle devient la loi des 12 - 24 août 1790.
La constitution civile du clergé est condamnée par le pape Pie VI.
Après le concordat de 1801, Louis XVIII tenta, notamment avec le concordat de 1817, de revenir au concordat de Bologne en s'appuyant sur les ultras.